# Grand Prix cycliste de Gemenc
Le Grand Prix cycliste de Gemenc est une course par étapes disputée depuis 1975. Elle se déroule chaque année en Hongrie et fait partie de l'UCI Europe Tour de 2005 à 2009, puis de nouveau en 2017 et 2018 en catégorie 2.2. En 2019, elle est divisée en deux courses d'un jour, toutes deux classées en catégorie au calendrier de l'UCI Europe Tour et ne donnant pas lieu à un classement général.

## Palmarès
| Année     | Vainqueur           | Deuxième          | Troisième             |
| --------- | ------------------- | ----------------- | --------------------- |
| 1975      | Gyorgy Szuromi      |                   |                       |
| 1976      | Andras Takacs       |                   |                       |
| 1977      | Laszlo Halasz       |                   |                       |
| 1978      | Tamas Csatho        |                   |                       |
| 1979      | Zoltan Halasz       |                   |                       |
| 1980      | Andreas Neuer       |                   |                       |
| 1981      | Laszlo Halasz       |                   |                       |
| 1982      | Pavel Galik         |                   |                       |
| 1983      | Zoltan Halasz       |                   |                       |
| 1984      | Kurt Konrad         |                   |                       |
| 1985      | Vojtech Breska      |                   |                       |
| 1986      | Jörg Windorf        |                   |                       |
| 1987      | Rajko Cubric        |                   |                       |
| 1988      | Olaf Ludwig         |                   |                       |
| 1989      | Steffen Rein        |                   |                       |
| 1990      | Anton Novosad       |                   |                       |
| 1991      | Csaba Steig         |                   |                       |
| 1992      | Csaba Steig         |                   |                       |
| 1993      | Iztok Melansek      |                   |                       |
| 1994      | Kurt Konrad         |                   |                       |
| 1995      | Jan Zilovec         |                   |                       |
| 1996      | Enrico Poitschke    |                   |                       |
| 1997      | David Sipocz        |                   |                       |
| 1998      | Tartisio Saccucci   |                   |                       |
| 1999      | Attila Arvai        |                   |                       |
| 2000      | Zoltán Remák        |                   |                       |
| 2001      | David Arato         |                   |                       |
| 2002      | David Arato         | Róbert Glajza     | Robert Nagy           |
| 2003      | Anatoli Varvaruk    | Alexei Nakazny    | Tamás Lengyel         |
| 2004      | Zoltán Remák        | Aurel Vig         | Anatoli Varvaruk      |
| 2005      | Martin Prázdnovský  | Anatoliy Varvaruk | Stanislav Kozubek     |
| 2006      | Martin Prázdnovský  | Miroslav Keliar   | Maroš Kováč           |
| 2007      | Sander Oostlander   | Péter Kusztor     | Evgeni Gerganov       |
| 2008      | Davide Torosantucci | Zoltán Madaras    | Gašper Švab           |
| 2009      | Žolt Der            | Matej Jurčo       | Matija Kvasina        |
| 2010      | Gergely Ivanics     | Balász Szórádi    | Zoltán Vígh           |
| 2011      | Zoltán Csomor       | Walter Trillini   | Mike Smith            |
| 2012      | Gianluca Mengardo   | Zoltán Vígh       | Stanislav Bérěs       |
| 2013      | Rida Cador          | Žolt Der          | Patrik Tybor          |
| 2014      | Marko Danilović     | Giacomo Gallio    | Marco Maronese        |
| 2015      | Maroš Kováč         | Andrei Nechita    | Emanuel Kišerlovski\| |
| 2016      | Rok Korošec         | Krisztián Lovassy | Filippo Tagliani      |
| 2017      | Filippo Tagliani    | Péter Kusztor     | Jodok Salzmann        |
| 2018      | Rok Korošec         | Michael Kukrle    | Nicolae Tanovitchii   |
| 2019 (I)  | Attila Valter       | Paolo Toto        | Niccolò Salvietti     |
| 2019 (II) | János Pelikán       | Attila Valter     | Ivan Centrone         |
| 2020-2021 | annulé              | annulé            | annulé                |
| 2022      | Luke Mudgway        | Tomáš Bárta       | Damian Paperski       |
| 2023      | Filip Řeha          | Dylan Hopkins     | Lukáš Kubiš           |